# 郭紫峻
郭紫峻（1907年1月17日—1986年3月30日），字建極，山西省崞縣同川上社村人，中華民國官員、政治人物。

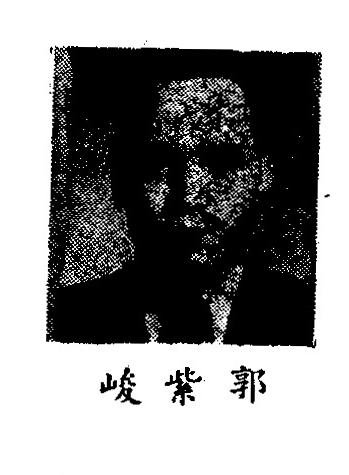
出席制憲國民大會代表時

## 生平
郭紫峻畢業於山西大學，為中央黨政高級班第一期、革命實踐研究院第十七期及聯戰班第四期結業生。後歷任北平市立師範學校訓育主任、陝西省民眾教育管理處處長、陝西省教育廳督學、陝西省教育廳主任、陝西省教育廳科長、中等學校校長、陝西省立第一民眾教育館館長、陝西省圖書雜誌審查處處長、陝西省圖書雜誌審查處委員長、中國國民黨陝西省黨部常務特派員、陝西省物力統制處處長、西安行營中將政治委員。其又為中國國民黨太原市監察委員、軍事委員會第六部特種團少將團長，後任中央調查統計局副局長，為制憲國大代表之一。其後調中國國民黨天津市黨部主任委員，1948年（民國37年），在天津市選區當選第一屆立法委員。
1986年（民國75年）3月30日病故。